# Ада Чибуклија
Ада Чибуклија је острво на Дунаву које припада општинама Бела Црква и Костолац.
Острво је готово сасвим потопљено изградњом хидроелектране „Ђердап I” 1968. године осим ободног, узводног дела који је остао под густом вегетацијом врба и грмља са бројним пањевима и сасушеним стаблима.
Острво је заштићено у оквиру Специјалног резервата природе „Делиблатска пешчара” и то под режимом заштите првог степена површине 140 ha и другог степена површине 90 ha. Заштићено подручје обухвата острво заједно са плитким водама ритског или мочварно-барског карактера. Острво је и део подручја Лабудово окно које је 2006. године проглашено за Рамсарско подручје.
Ада Чибуклија представља острво значајно за птице због чега се нашла на листи подручја од међународног значаја за птице (IBA) у оквиру подручја Дубовац—Рам. Низ година представља главно место окупљања гусака на ноћењу током зимских месеци где из разних крајева Србије долеће сваке вечери и до 20.000 јединки.